# 韦尔霍图里耶区
韦尔霍图里耶区（羅馬化：Verkhoturskiy rayon）是俄罗斯斯维尔德洛夫斯克州的一个区，行政中心为韦尔霍图里耶。该区2021年人口有15,434人；2010年人口16,802；2002年人口19,153；1989年人口21,277。